# Feeria angustifolia
Feeria es un género monotípico de plantas  perteneciente a la familia Campanulaceae. Contiene una única especie: Feeria angustifolia (Schousb.) Buser, Bull. Herb. Boissier 2: 518 (1894). Es originaria de norte de Marruecos.

## Descripción
Es una planta perenne erecta. Hojas sésiles . Las flores son pequeñas, se agrupan en los extremos de los inflorescencias corimbosas. Corola en forma de embudo, de color blanco con bordes azules. Anteras con cortos filamentos. Tiene un  número de cromosomas de 2n = 34.

## Taxonomía
Feeria angustifolia fue descrita por Robert Buser y publicado en Bulletin de l'Herbier Boissier 2: 518. 1894.
Etimología
Feeria: nombre genérico otorgado en honor del botánico suizo, Heinrich Feer (1857 -1892).
angustifolia: epíteto latino que significa "con hojas estrechas"
Sinonimia
- Trachelium angustifolium Schousb., Iagttag. Vextrig. Marokko: 85 (1800).[2]